# VRV

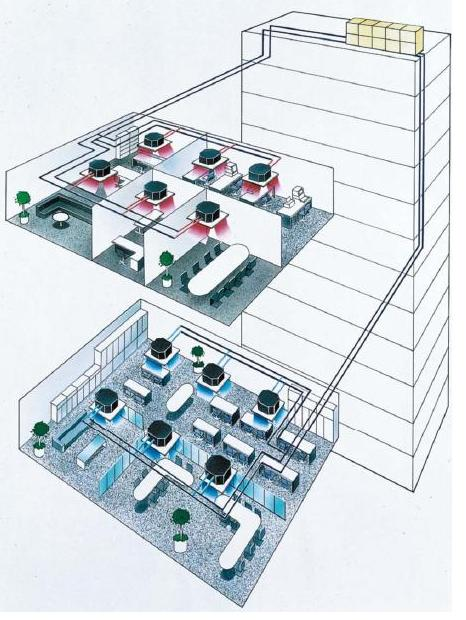
Sistema VRF.

Um VRV, cujo significado é "volume de refrigerante variável") ou VRF (do inglês "variable refrigerant flow", é um tipo de sistema de ar condicionado central, de funcionamento similar ao sistema multi-split. porém mais avançado, por conta de sua capacidade de controle variável do fluxo refrigerante. Contudo, o termo VRV se refere a uma marca patenteada por um fabricante (Daikin), sendo preferível o uso do termo VRF para designar de forma geral os sistemas de ar condicionado deste tipo.

## Aplicação
É um modelo de ar condicionado desenvolvido especialmente para edifícios comerciais de médio e grande porte. Possui um sistema central, com apenas uma unidade externa ligada a múltiplas unidades internas operando individualmente por ambiente (podendo chegar a 64 máquinas).
O gás do sistema R-410A entre outros, chamado agente refrigerante, é o responsável pela captura térmica e intercambio do ar ambiente com o meio externo. O sistema de refrigeração chamado ciclo de refrigeração é composto por diversos componentes, os quais proporcionam uma condição de funcionamento que permite o retorno desse fluido refrigerante para a condição
inicial no ciclo.
O grande diferencial nesse sistema VRF é simplesmente uma combinação de tecnologia eletrônica com sistemas de controle microprocessados, aliado à combinação de múltiplas unidades internas em um só ciclo de refrigeração.
Sua instalação é muito simples, resultando em uma economia de tempo e mão-de-obra, além de manter a arquitetura sem alterar as características do empreendimento, produzindo um baixo nível de ruído e baixo consumo elétrico.
Além de ser versátil e flexível, possui expansão modular e de grande facilidade de adaptação em estruturas já existentes.
Atualmente existem poucas empresas que distribuem esse equipamento no Brasil.

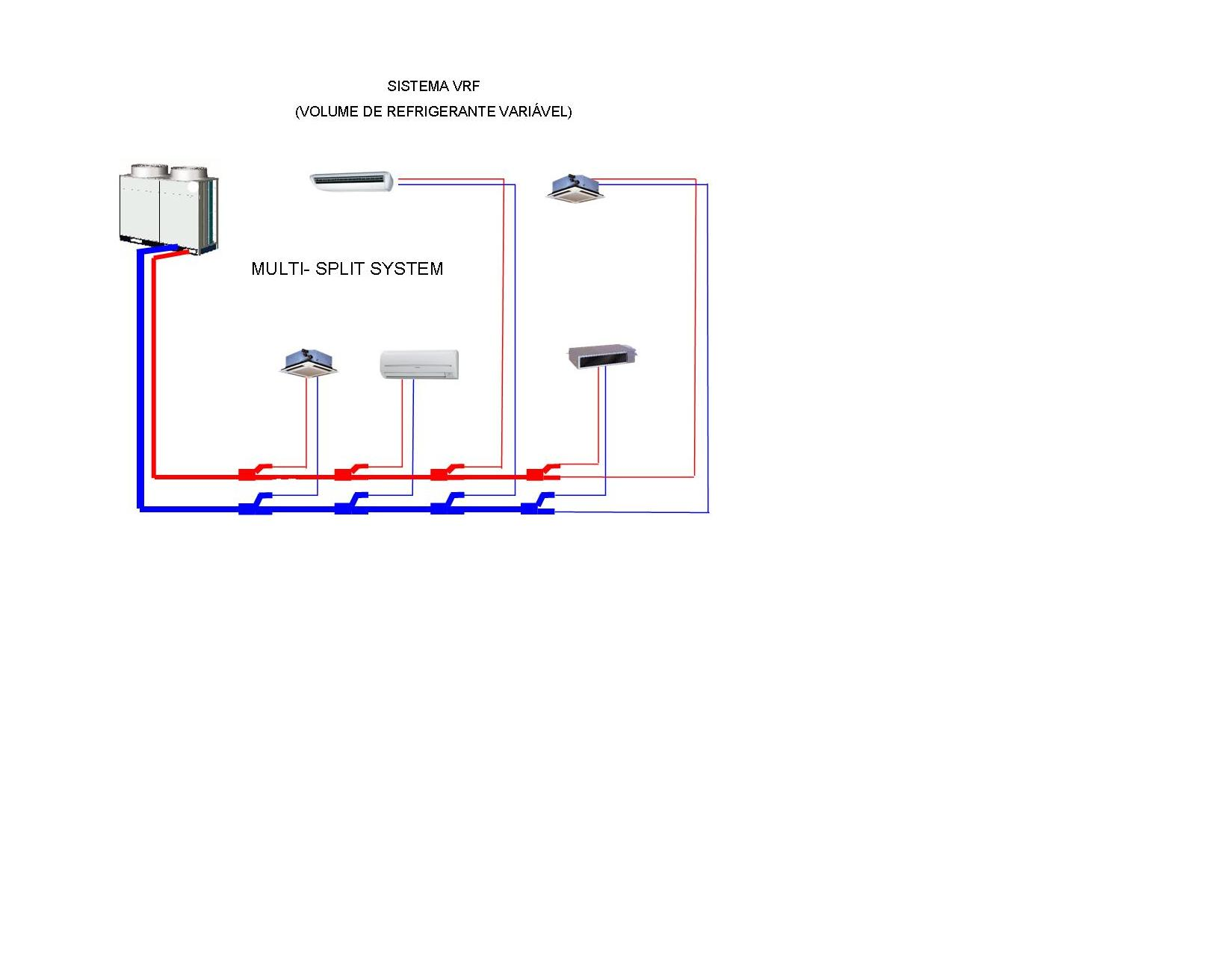
Sistema VRF.

## Versatilidade
Conta também com um sistema integrado de controle que já disponibiliza interface com automação própria e Lon Works entre outros. Pode-se dizer que esse sistema, atualmente, é o sistema mais moderno e versátil do mercado. Sua aplicabilidade atende especificações de um sistema de água gelada (water chiller), tanto na capacidade de condicionar amplos ambientes quanto na possibilidade de dimensionamento levando-se em consideração a simultaneidade de carga térmica ao longo do dia. Atende também às necessidades de adaptação e versatilidade do sistema tipo Split System, que já vem dominando o mercado de ar condicionado há alguns anos.

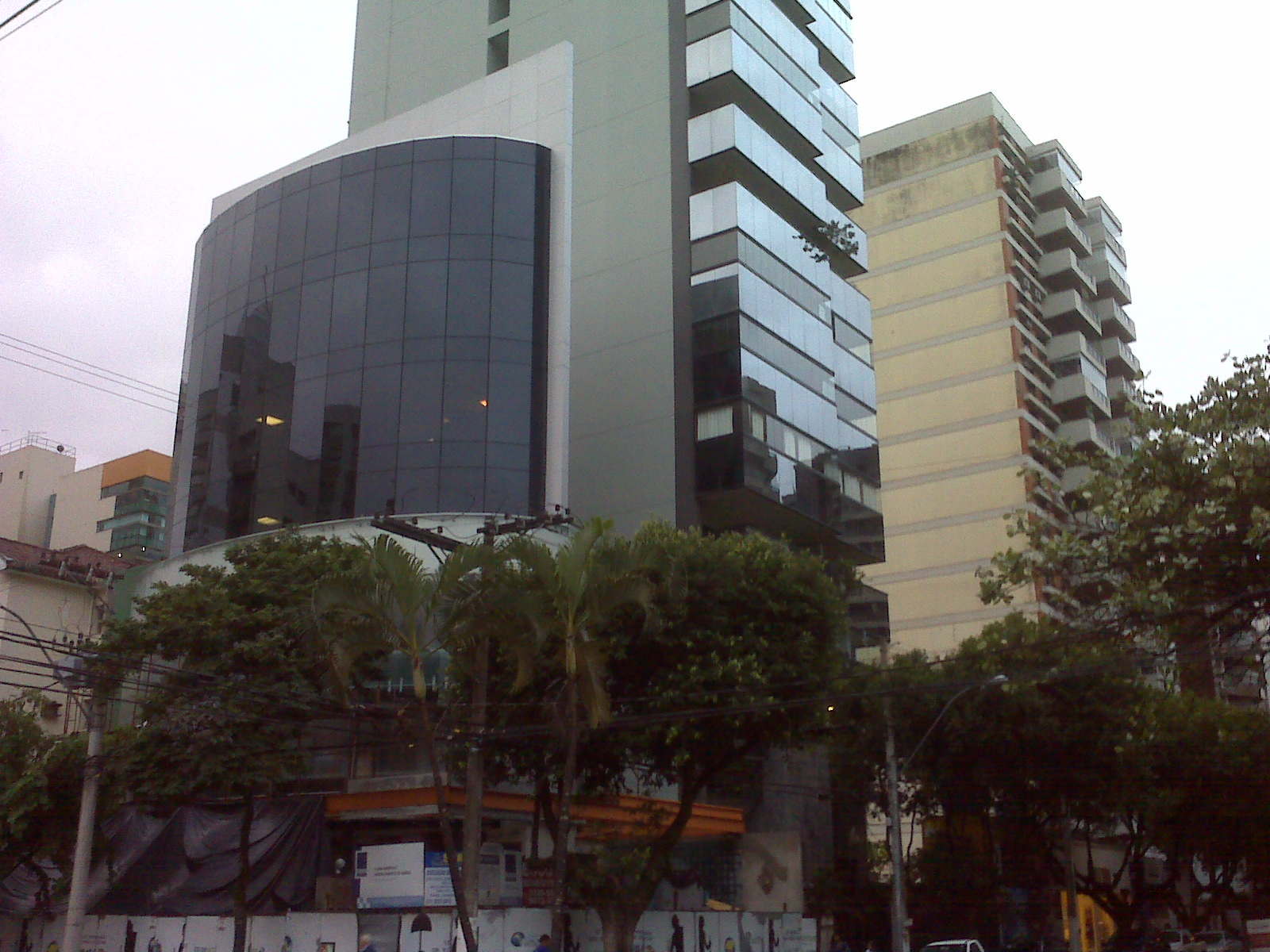
Prédio com sistema VRF.

## Instalação
A instalação do sistema VRF deve seguir critérios rigorosos de qualidade e que são de aplicação geral para todos os sistemas tipo VRF.
i- Armazenamento das tubulações em local livre de umidade em cavaletes (devem estar tamponadas)
ii- Procedimentos de brasagem com conjunto maçarico e nitrogênio passante
iii- Teste de estanqueidade (pressurização com N2 - Nitrogênio) 41kgf/cm2
iv- Desidratação do ciclo (procedimentos de vácuo) 500Microns de Hg - deverá ser utilizada bomba de vácuo e vacuômetro eletrônico
v- Carga de refrigerante - quebra de vácuo (utilização do gás HFC R-410A)
vi- Ligações elétricas de comando (conexão com cabo bipolar de dados com blindagem contra interferência eletromagnética)

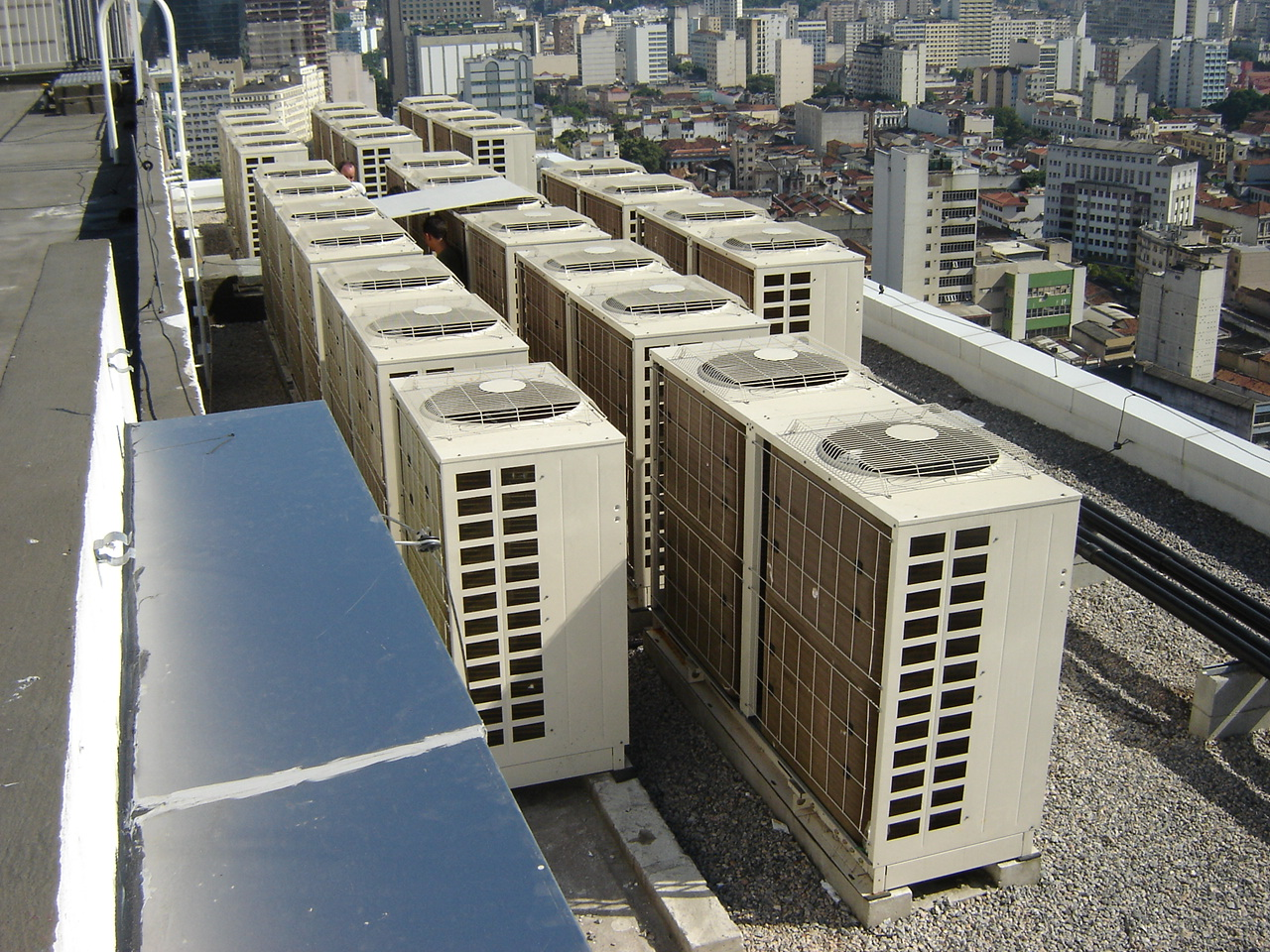
Prédio com sistema VRV.

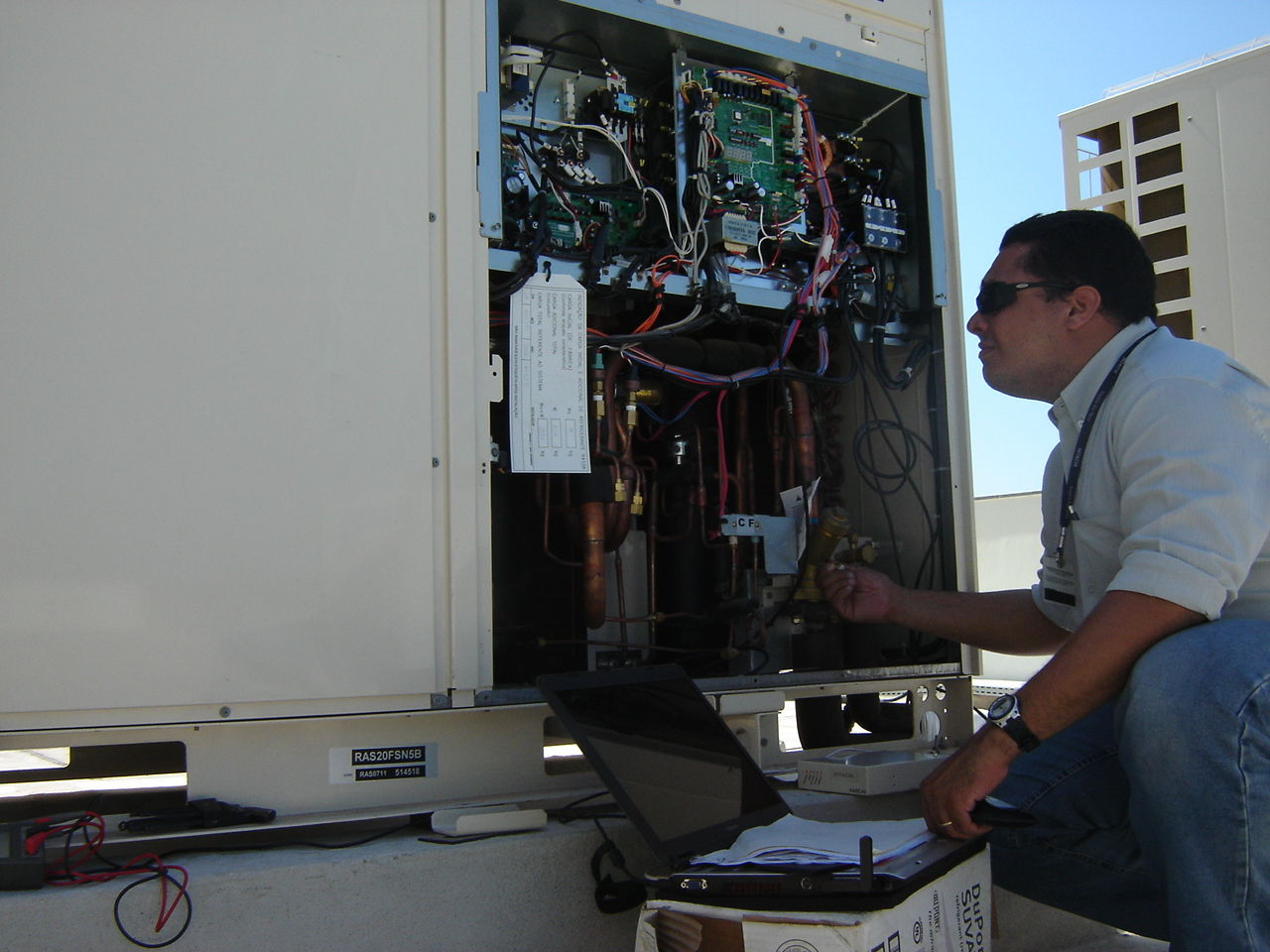
Engenheiro de Assistência Técnica executando start-up de sistema VRV.

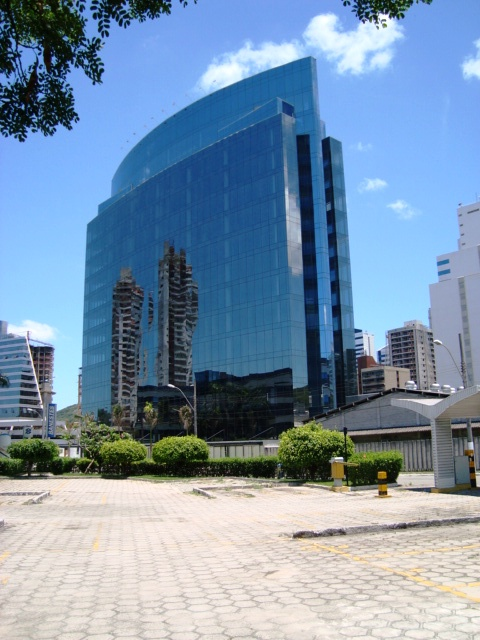
Greenwich Tower VRF.

## Comissionamento
O Comissionamento da obra (Procedimentos de start-up) são executados pela equipa de assistência técnica do fabricante. O comissionamento executado em campo é o procedimento de partida inicial, onde as condições operacionais e de performance são analisadas. Também são verificadas quaisquer irregularidades no sistema frigorífico, como por exemplo obstruções nas tubulações, problemas de funcionamento no ciclo ou na parte de comando elétrico.